# Tommy Craig
Thomas ("Tommy") Craig (Glasgow, 21 november 1950) is een Schots voetbaltrainer en voormalig voetballer.

## Spelerscarrière
- 1967-1968 Aberdeen FC
- 1968-1974 Sheffield Wednesday FC
- 1974-1977 Newcastle United FC
- 1977-1979 Aston Villa FC
- 1979-1981 Swansea City AFC
- 1981-1984 Carlisle United
- 1984-1985 Hibernian FC

## Trainerscarrière
Craig was onder meer assistent-trainer bij Hibernian FC, Celtic FC en Aberdeen FC.
- 1993-1998 Nationale ploeg Schotland -21

Later werd hij assistent van John Collins bij Hibernian FC. In 2008 volgde hij Collins naar Charleroi, waar hij in november 2009 gepromoveerd werd tot hoofdcoach. In april 2010 werd hij er ontslagen.
- 12/2008-06/2009 Sporting Charleroi (assistent-trainer)
- 11/2009-04/2010 Sporting Charleroi